# Fritz Landertinger
Friedrich Chri. "Fritz" Landertinger, född 26 februari 1914 i Krems an der Donau, död 18 januari 1943 i Nöteborg, var en österrikisk kanotist.
Landertinger blev olympisk silvermedaljör i K-1 10000 meter vid sommarspelen 1936 i Berlin.